# Chinon (quận)
Quận Chinon là một quận của Pháp, nằm ở tỉnh Indre-et-Loire, ở vùng Centre-Val de Loire. Quận này có 7 tổng và 87 xã.

## Các đơn vị hành chính

### Các tổng
Các tổng của quận Chinon là: 
1. Azay-le-Rideau
2. Bourgueil
3. Chinon
4. L'Île-Bouchard
5. Langeais
6. Richelieu
7. Sainte-Maure-de-Touraine

### Các xã
Các xã của quận Chinon, và mã INSEE là: 
| 1. Anché (37004)                  | 2. Antogny-le-Tillac (37005)         | 3. Assay (37007)                         | 4. Avoine (37011)                      |
| 5. Avon-les-Roches (37012)        | 6. Avrillé-les-Ponceaux (37013)      | 7. Azay-le-Rideau (37014)                | 8. Beaumont-en-Véron (37022)           |
| 9. Benais (37024)                 | 10. Bourgueil (37031)                | 11. Braslou (37034)                      | 12. Braye-sous-Faye (37035)            |
| 13. Brizay (37040)                | 14. Bréhémont (37038)                | 15. Candes-Saint-Martin (37042)          | 16. Champigny-sur-Veude (37051)        |
| 17. Chaveignes (37065)            | 18. Cheillé (37067)                  | 19. Chezelles (37071)                    | 20. Chinon (37072)                     |
| 21. Chouzé-sur-Loire (37074)      | 22. Cinais (37076)                   | 23. Cinq-Mars-la-Pile (37077)            | 24. Cléré-les-Pins (37081)             |
| 25. Continvoir (37082)            | 26. Courcoué (37087)                 | 27. Couziers (37088)                     | 28. Cravant-les-Côteaux (37089)        |
| 29. Crissay-sur-Manse (37090)     | 30. Crouzilles (37093)               | 31. Faye-la-Vineuse (37105)              | 32. Gizeux (37112)                     |
| 33. Huismes (37118)               | 34. Ingrandes-de-Touraine (37120)    | 35. Jaulnay (37121)                      | 36. L'Île-Bouchard (37119)             |
| 37. La Chapelle-aux-Naux (37056)  | 38. La Chapelle-sur-Loire (37058)    | 39. La Roche-Clermault (37202)           | 40. La Tour-Saint-Gelin (37260)        |
| 41. Langeais (37123)              | 42. Lerné (37126)                    | 43. Les Essards (37102)                  | 44. Lignières-de-Touraine (37128)      |
| 45. Ligré (37129)                 | 46. Luzé (37140)                     | 47. Lémeré (37125)                       | 48. Maillé (37142)                     |
| 49. Marcilly-sur-Vienne (37147)   | 50. Marigny-Marmande (37148)         | 51. Marçay (37144)                       | 52. Mazières-de-Touraine (37150)       |
| 53. Neuil (37165)                 | 54. Nouâtre (37174)                  | 55. Noyant-de-Touraine (37176)           | 56. Panzoult (37178)                   |
| 57. Parçay-sur-Vienne (37180)     | 58. Ports (37187)                    | 59. Pouzay (37188)                       | 60. Pussigny (37190)                   |
| 61. Razines (37191)               | 62. Restigné (37193)                 | 63. Richelieu (37196)                    | 64. Rigny-Ussé (37197)                 |
| 65. Rilly-sur-Vienne (37199)      | 66. Rivarennes (37200)               | 67. Rivière (37201)                      | 68. Saché (37205)                      |
| 69. Saint-Benoît-la-Forêt (37210) | 70. Saint-Germain-sur-Vienne (37220) | 71. Saint-Michel-sur-Loire (37227)       | 72. Saint-Nicolas-de-Bourgueil (37228) |
| 73. Saint-Patrice (37232)         | 74. Saint-Épain (37216)              | 75. Sainte-Catherine-de-Fierbois (37212) | 76. Sainte-Maure-de-Touraine (37226)   |
| 77. Savigny-en-Véron (37242)      | 78. Sazilly (37244)                  | 79. Seuilly (37248)                      | 80. Tavant (37255)                     |
| 81. Theneuil (37256)              | 82. Thilouze (37257)                 | 83. Thizay (37258)                       | 84. Trogues (37262)                    |
| 85. Vallères (37264)              | 86. Verneuil-le-Château (37268)      | 87. Villaines-les-Rochers (37271)        |                                        |